# Зебинце (Ново Брдо)
Зебнице (алб. Zebincë или Zebinca) је насеље у општини Ново Брдо, Косово и Метохија, Република Србија.

## Становништво
Место има српску етничку већину.
| Демографија | Демографија | Демографија |
| Година      | Становника  | Становника  |
| ----------- | ----------- | ----------- |
| 1961.       | 599         |             |
| 1971.       | 591         |             |
| 1981.       | 405         |             |
| 1991.       | 280         |             |